# شلاضيمو
شلاضيمو (1905- 21 مارس 1967)، ممثل مصري راحل ولد في محافظة بني سويف بصعيد مصر.

## حياته
شلاضيمو هو اسمه الحقيقي  وليس الفني، وكانت الأسر المصرية قد اعتادت الاستعانة بأسماء غريبة تطلقها علي الأبناء خاصة حفاظاً علي أبنائهم من الحسد. تخصص في أدوار الشر من خلال تواجده ضمن أفراد العصابات في الأفلام القديمة. أول من قدمه للسينما كان الفنان أنور وجدي فى فيلم قلبي دليلي عام 1947.

## أعماله
- طريد الفردوس (1965)،
- أمير الدهاء (1964)،
- اميرة العرب (1963)
- عنتر ابن شداد (1961)
- النصاب (1961)
- جوز مراتي (1961)
- وا إسلاماه (1961)
- خلخال حبيبي (1960)
- المعلمة (1958)
- بورسعيد (1957)
- الجريمة و العقاب (1957)
- رصيف نمرة 5 (1956)
- زنوبه (1956)
- في صحتك (1955)
- الله معنا (1955)
- رقصة الوداع (1954)
- بنت البلد (1954)
- بنات حواء (1954)
- حياة او موت (1954)
- جعلونى مجرما (1954)
- الدنيا لما تضحك (1953)
- فاعل خير (1953)
- دهب (1953)
- قطار الليل (1953)
- ابن الحارة (1953)
- حميدو (1953)
- انتصار الاسلام (1952)
- الحب بهدلة (1952)
- المنتصر (1952)
- الايمان (1952)
- مصطفى كامل (1952)
- أنا الماضي (1951)
- وهيبة ملكة الغجر (1951)
- أولاد الشوارع (1951)
- اسير العيون (1950)
- حماتك تحبك (1950)
- ياسمين (1950)
- أمير الإنتقام (1950)
- أجازة في جهنم (1949)
- أسير العيون (1949)
- عنبر (1948)
- قلبي دليلي (1947)
- غني حرب (1947)
- السوق السوداء (1945).[7][8]

## وصلات خارجية
https://www.elmogaz.com/664972 شلاضيمو
https://elcinema.com/person/1104021 شلاضيمو 
https://dhliz.com/artist/kwQOOKQq1HM/ شلاضيمو 
https://karohat.com/Person/71a7afa0-2641-4e4b-8fea-9d6c3ede0160 شلاضيمو